# Psautier d'Henri de Blois
Le psautier d'Henri de Blois est un psautier enluminé réalisé dans la seconde moitié du XIIe siècle en Angleterre. Sans doute exécuté à Winchester, il a appartenu à l'évêque de la ville Henri de Blois qui en est le commanditaire probable. Le manuscrit est conservé à la British Library. 

## Historique
D'après les indications liturgiques présentes dans l'ouvrage, le manuscrit pourrait avoir été commandé par Henri de Blois, évêque de Winchester. Cet ouvrage a sans doute été exécuté par le scriptorium du chapitre de la cathédrale. Par la suite, il devient la propriété des moniales de l'abbaye de Shaftesbury dans le Dorset.
La trace du manuscrit se perd jusqu'à ce qu'il se retrouve dans la bibliothèque de Sir Robert Bruce Cotton (1571-1631). Il partiellement endommagé dans l'incendie d'Ashburnham House en 1731. Il reste dans les collections de cette famille jusqu'à ce que la bibliothèque Cotton soit acquise pour constituer le fonds originel du British Museum en 1753 et par la suite à la British Library.

## Description
Le manuscrit commence par 38 miniatures en pleine page (f.2-39) contenant des légendes en anglais et en français. Ces miniatures sont directement inspirées par des modèles tirés de l'enluminure byzantine. Par la suite, commence les textes : 
- un calendrier en latin (f.40-45)
- un psautier gallican en latin en français anglo-normand (f.46-123)
- des cantiques en latin en français anglo-normand (f.123v-130)
- des litanies (f.132)
- des prières en latin et français anglo-normand (f.134-142)